# Дряновска ранна
Дряновската ранна вишна е един от най-разпространените сортове вишни.
Дърветата от този сорт растат до 8 м. Зрее в началото на юни. Месото на плодовете е сладко, сочно, леко кисело, светлочервено, и лесно се отделя от костилката.